# Socket 478
Socket 478 — роз'єм для мікпропроцесорів, використовується компанією Intel для власних процесорів з ядром Northwood (Pentium 4, Celeron), перших моделей на основі ядра Prescott (Pentium 4), а також деяких моделей на основі ядра Willamette (Pentium 4, Celeron). Прийшов на зміну роз'єму Socket 423. Був замінений роз'ємом LGA 775.
Socket 478 також підримує процесори Celeron D, та ранні моделі Pentium 4 Extreme Edition з 2MB кешу третього рівня. Роз'єм було анонсовано разом з виходом ядра Northwood, як альтернатива 462-контактному роз'єму Socket A компанії AMD для процесорів Athlon XP.

## Технології
Материнські плати, які підтрмують даний роз'єм також мають підтримку DDR, RDRAM, і деяких варіантів SDRAM. Однак, більшість плат підтримують саме DDR. Перші материнські плати підтримували лише RDRAM. Однак, RDRAM є значно дорожчою за DDR та SDRAM, і споживачі вимагали більш дешевих альтернатив; тому пізніше почали випускати плати з підтримкою DDR та SDRAM. До пізніших моделей чипсетів для роз'єму Socket 478 додали підтримку більш швидких шин, більш швидкої та двохканальної пам'яті DDR.
Як і попередні роз'єми, Socket 423, Socket 478 базується на технології Quad Data Rate, розробленої компанією Intel, з можливоістю пересилки чотирьох пакетів даних по шині за один такт. Тобто, шина зі швидкістю 400 MT/s базується на чотирьох сигналах частотою 100 MHz. SDRAM не підтримує на стільки високої швидкості передачі даних, тому разом з виходом даного роз'єму, компанія Intel почала «проштовхувати» на ринок технологію RDRAM, яка за допомогою двохканального PC800 забезпечує синхронну передачу даних. Не багаті споживачі негативно сприйняли це нововведення, внаслідок чого компанія Intel почала активно підтримувати більш дешеву технологію DDR.
Процесори лінійки Celeron D також доступні для роз'єму Socket 478. Вони використовують чотирьохканальну шину частотою 133 MHz, пропускна здатність якої рівна 533 MT/s. Вони доступні з кеш-пам'яттю другого рівня розміром 256 KB, і зроблені з використанням 90 nm мануфактурного процесу, на основі ядра Prescott.

## Межі механічних навантажень Socket 478
Усі роз'єми (Pentium 4 і Celeron) мають такі механічні межі максимального навантаження, які не повинні бути перевищені під час тепловідводу. Навантаження вище цих меж може пошкодити процесор, і зробити його непридатним для подальшого використання.
| Розташування | Динамічне       | Статичне        | Перехідні       |
| ------------ | --------------- | --------------- | --------------- |
| IHS Surface  | 890 N (200 lbf) | 445 N (100 lbf) | 667 N (150 lbf) |

## Ресурси тенет
- Інформація про роз'єм на вебмайданчику компанії Intel [Архівовано 20 листопада 2011 у Wayback Machine.]